# 카자흐스탄 국립은행
카자흐스탄 국립은행(카자흐어: Қазақстан Ұлттық банкі, 러시아어: Национальный банк Республики Казахстан)은 카자흐스탄의 중앙은행이다.

## 역사
국립은행은 1993년 4월 13일, 소비에트 연방 시대의 카자흐스탄 공화국 은행(고스방크)이 개편되면서 카자흐스탄의 중앙은행이 되었다.
1999년 11월 15일 카자흐스탄 국립은행은 카자흐스탄 예금보험기금(KDIF)의 설립자이자 유일한 주주가 되었다.

## 주지사
- 1. 갈림 바이나사로프: 1992-1993[1][2]
- 2. 다우렛 셈바예프: 1993-1996[1]
- 3. 오라스 즈잔도소프: 1996-1998[1]
- 4. 카디르잔 다미토프: 1998-1999[1]
- 5. 그리고리 마르첸코: 1999-2004[1]
- 6. 안바르 사이데노프: 2004-2009[1]
- 7. 그리고리 마르첸코: 2009-2013[1]
- 8. 카이라트 켈림베토프: 2013-2015[1]
- 9. 다니야르 아키셰프: 2015-2019[1]
- 10. 에르볼라트 도새프: 2019-2022[1]
- 11. 갈림잔 피르마토프: 2022-[1]

## 같이 보기
- 카자흐스탄의 경제
- 카자흐스탄 텡게